# Степовое (Первомайский район, Харьковская область)
Степово́е (укр. Степове; до 2016 г. Сове́тское) — село, Картамышский сельский совет, Первомайский район, Харьковская область, Украина.
Код КОАТУУ — 6324584209. Население по переписи 2001 года составляет 58 (26/32 м/ж) человек.

## Географическое положение
Село Степовое находится на левом берегу реки Берека, выше по течению на расстоянии в 4 км расположено село Николаевка, ниже по течению на расстоянии в 1 км расположено село Лозовское, на противоположном берегу — село Бунаково (Лозовский район).

## История
- 1930 — дата основания.
- 2016 — село Советское переименовано в Степовое.

## Объекты социальной сферы
- Школа.